# Navicordulia errans
Navicordulia errans är en trollsländeart som först beskrevs av Philip Powell Calvert 1909.  Navicordulia errans ingår i släktet Navicordulia och familjen skimmertrollsländor. Inga underarter finns listade i Catalogue of Life.